# Dischord Records
Dischord Records — незалежний звукозаписний лейбл з Вашингтону, який спеціалізується на панк-року. 
Лейбл Dischord Records був заснований у 1980 році, засновники — Ян Маккей та Джефф Нельсон. Перший мініальбом, який записала студія — це Minor Disturbance для гурту Teen Idles. Dischord Records та інші лейбли (Twin/Tone, Touch and Go Records, SST Records), сприяли виходу синглів, мініальбомів та альбомів андеграундних гуртів, які сформували інді-рок сцену США 1980-х років. Згодом ці лейбли сприяли переходу від хардкор-панку, який тоді домінував на американській андеграундній сцені, до більш різноманітних стилів альтернативного року, які почали з’являтися.
Лейбл найбільш відомий тим, що використовує політику DIY («do it yourself»), виробляючи всі свої альбоми та продаючи їх за зниженими цінами без фінансування від великих дистриб’юторів. 
На початках хардкор-панку Dischord був містечковим лейблом, а зараз є одним із найвідоміших незалежних лейблів разом із Alternative Tentacles, Epitaph Records, SST Records і Touch and Go Records.
Dischord продовжує випускати як нову музику, так і перевипускати старі сингли, мініальбоми, альбоми хардкор-панк гуртів з Вашингтону.
Станом на жовтень 2016 року на лейблі працює чотири людини.
Логотип лейблу створив Джефф Нельсон (англ. Jeff Nelson), графічний дизайнер і співзасновник.

## Історія
У 1980 році Маккей і Нельсон (які разом заснували гурт Teen Idles, а згодом Minor Threat) заснували лейбл Dischord Records. Студія знаходилась в будівлі, яка зараз відома як Dischord House — це місце, де розміщувався офіс, виробництво, кімната для звукозаписів і це місце зустрічі місцевих музикантів та панків. В цьому ж місці самостійно робили конверти для вінілових платівок "45rpm".
Першим релізом Dischord був мініальбом Minor Disturbance гурту Teen Idles, випущений у 1980 році.
Щоб знизити витрати, учасники гурту самостійно вирізали, складали та склеювали конверти для платівок. Першим сплітом лейблу 12" був Faith/Void Split гуртів The Faith та Void.
Dischord обмежує себе групами зі сцени Вашингтону. Лейбл пропонує однакову базову угоду для всіх виконавців: Dischord витрачає певну суму грошей на запис і виробництво, і лише коли ці витрати окуповуються, дистриб’ютор отримує 30% прибутку, а гурт і лейбл ділять решту прибутку.
Ян Маккей казав:
«Ми не користуємося контрактами, адвокатами, будь-якими іншими речами».
«Ми партнери — вони пишуть музику, а ми — робимо записи».
Джефф Нельсон стверджував, що підприємство ніколи не було призначене для отримання прибутку, а замість цього стало місцем запису альбомів своїх друзів і місцем передачі альбомів у руки шанувальників.
Незважаючи на критику протягом багатьох років щодо того, як працює лейбл, Маккей стверджує, що все працює, і продовжуватиме працювати так само, без контрактів чи юристів.
Ян Маккей казав:
«Від початку створення цього лейблу люди казали, що те, як ми робимо речі, є нестабільним, нереалістичним, ідеалістичним, і ми просто мріяли».
«Ну, мрії зараз 35 років, а ті хто не вірив, нехай ідуть на три веселі літери».
У 2017 році вони розмістили свій каталог на Bandcamp, всі композиції доступні для користувачів безкоштовно, при цьому надається можливість придбати конкретний трек чи альбом за гнучкими цінами.
У травні 2021 року було оголошено, що Dischord перевипустить перші шість 7-дюймових платівок лейблу в ремастеризованому бокс-сеті з каталожним номером «Dischord 200», він складатиметься з синглів і мініальбомів Minor Threat, Government Issue, Teen Idles, S.O.A. та Youth Brigade.

## Послужний список Dischord Records
На сьогоднішній день на рахунку Dischord Records близько півтори сотні релізів різноманітних хардкор-гуртів. Ось деякі з них:
Minor Threat, Government Issue, the Faith, Void,  Iron Cross, Embrace, Rites of Spring, Nation of Ulysses, Scream, Soulside, S.O.A., the Teen Idles, Gray Matter, Jawbox, Marginal Man, Shudder to Think, Dag Nasty, Lungfish, Fugazi.
Наприкінці 1990-х і в 2000-х роках до цього списку додалися: Q and Not U, Beauty Pill, Antilope, Soccer Team, French Toast, Faraquet, Black Eyes, The Aquarium, Title Tracks, Edie Sedgwick, Slant 6, Andalusians. 
Багато з цих виконавців, зокрема Q and Not U та Black Eyes, є одночасно впливовими та експериментальними пост-хардкорними гуртами.

## Спадщина
Dischord Records вплинув на багато інших лейблів, таких як Simple Machines, Lovitt Records, DeSoto Records.